# Daniele Girolamo Dolfin
Daniele Girolamo Dolfin, o Daniele IV detto Girolamo Dolfin, Delfin o Delfino (Venezia, 1656 – Mestre, 14 aprile 1729), è stato un politico e militare italiano.  Egli è considerato come uno dei fondatori dell’esercito permanente veneziano.

## Biografia
Nacque da Daniele II nel 1656 e fu esponente di una delle più cospicue famiglie del patriziato veneziano, i Dolfin del ramo di San Pantalon.

Dal 1685 al 1729 è stato partecipe della vita pubblica della Serenissima attraverso una lunga carriera politica e militare. 

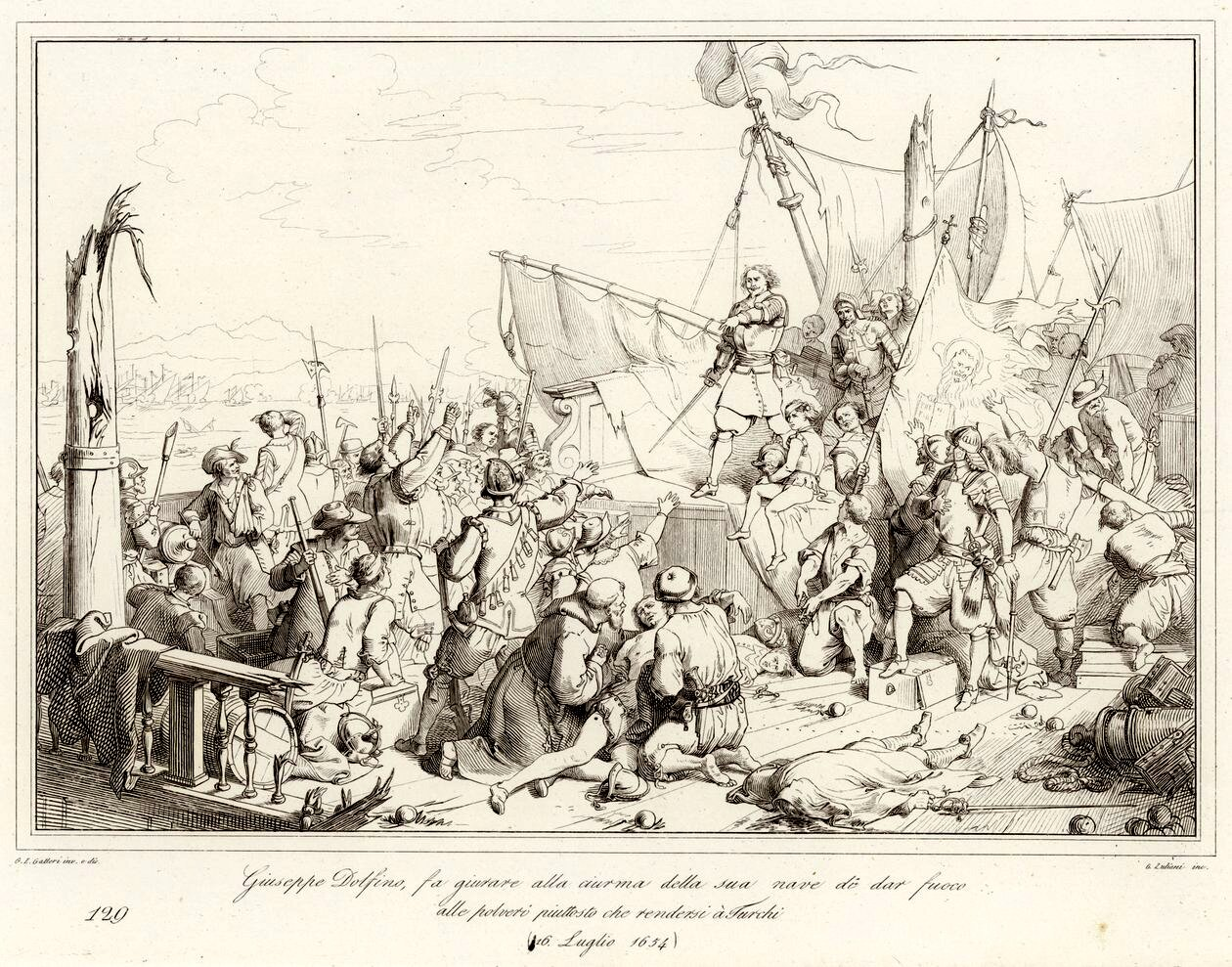
Giuseppe Grimaldo, Giuseppe Dolfino, fa giurare alla ciurma della sua nave di dar fuoco alle polveri piuttosto che rendersi ai Turchi, 1863.

Impegnato avversario dei Turchi, si scontrò con essi in numerose occasioni, e segnatamente nel 1687 nella campagna di Atene, nel 1690 nella battaglia di Metelino (che vinse, perdendo però la mano destra) e nel 1698 nella battaglia navale dei Dardanelli. 
Di ritorno a Venezia nel 1699, è stato incaricato come Provveditore Generale delle Isole (1699).
Dal 1714 al 1716 fu Provveditore Generale da Mar, sostituito da Andrea Pisani dopo la perdita della Morea tornò a Venezia con l'incarico di provveditore delle Fortezze e infine nel 1717 fu inviato come ambasciatore in Polonia.
Morì improvvisamente a Mestre il 14 aprile 1729. Poco si conosce del matrimonio con una dama di Negroponte, il figlio Pompeo nato da questo matrimonio non ebbe diritto sul patriziato, forse questa unione non fu notificata secondo le leggi allora vigenti.

## Ascendenza
|                            |   |   | Genitori |  |  | Nonni |  |  | Bisnonni      |  |  | Trisnonni     |  |
|                            |   |   |          |  |  |       |  |  | Pietro Dolfin |  |  | Iseppo Dolfin |  |
|                            |   |   |          |  |  |       |  |  | Pietro Dolfin |  |  | Iseppo Dolfin |  |
|                            |   | … |          |  |  |       |  |  | Pietro Dolfin |  |  |               |  |
| Nicolò Dolfin              |   |   |          |  |  |       |  |  | Pietro Dolfin |  |  |               |  |
|                            |   | … | …        |  |  |       |  |  |               |  |  |               |  |
|                            |   | … | …        |  |  |       |  |  |               |  |  |               |  |
|                            |   | … | …        |  |  |       |  |  |               |  |  |               |  |
| Daniele II Andrea Dolfin   |   | … |          |  |  |       |  |  |               |  |  |               |  |
|                            |   | … | …        |  |  |       |  |  |               |  |  |               |  |
|                            |   | … | …        |  |  |       |  |  |               |  |  |               |  |
|                            |   | … | …        |  |  |       |  |  |               |  |  |               |  |
| …                          |   | … |          |  |  |       |  |  |               |  |  |               |  |
|                            |   | … | …        |  |  |       |  |  |               |  |  |               |  |
|                            |   | … | …        |  |  |       |  |  |               |  |  |               |  |
|                            |   | … | …        |  |  |       |  |  |               |  |  |               |  |
| Daniele IV Girolamo Dolfin |   | … |          |  |  |       |  |  |               |  |  |               |  |
|                            | … | … |          |  |  |       |  |  |               |  |  |               |  |
|                            | … | … |          |  |  |       |  |  |               |  |  |               |  |
|                            | … | … |          |  |  |       |  |  |               |  |  |               |  |
| …                          | … |   |          |  |  |       |  |  |               |  |  |               |  |
|                            |   | … | …        |  |  |       |  |  |               |  |  |               |  |
|                            |   | … | …        |  |  |       |  |  |               |  |  |               |  |
|                            |   | … | …        |  |  |       |  |  |               |  |  |               |  |
| …                          |   | … |          |  |  |       |  |  |               |  |  |               |  |
|                            |   | … | …        |  |  |       |  |  |               |  |  |               |  |
|                            |   | … | …        |  |  |       |  |  |               |  |  |               |  |
|                            |   | … | …        |  |  |       |  |  |               |  |  |               |  |
| …                          |   | … |          |  |  |       |  |  |               |  |  |               |  |
|                            |   | … | …        |  |  |       |  |  |               |  |  |               |  |
|                            |   | … | …        |  |  |       |  |  |               |  |  |               |  |
|                            |   | … | …        |  |  |       |  |  |               |  |  |               |  |
|                            |   | … |          |  |  |       |  |  |               |  |  |               |  |